# Łupek muskowitowy

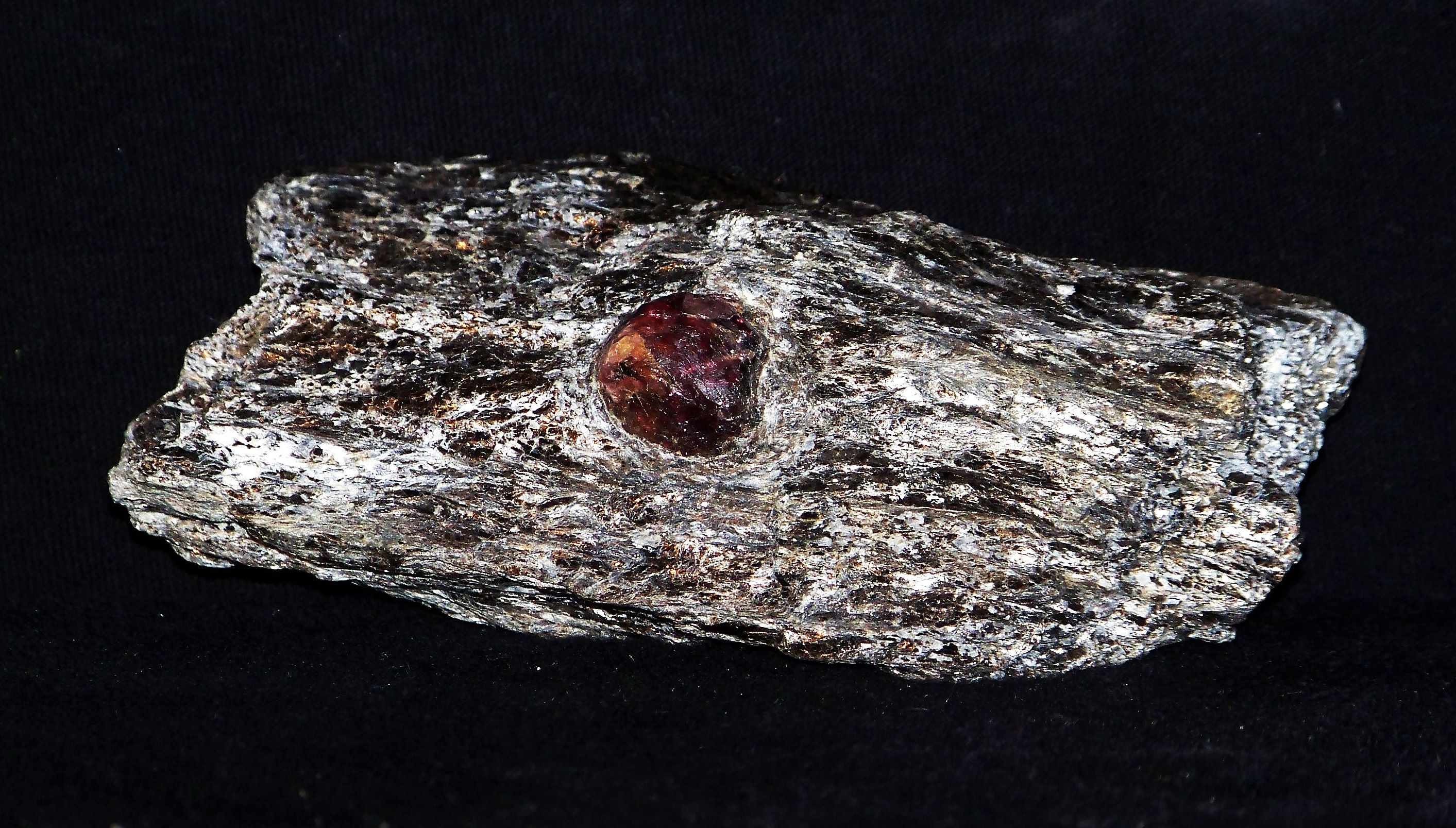
Łupek muskowitowy z almandynem

Łupek muskowitowy – skała metamorficzna, odmiana łupka mikowego (łupka łyszczykowego).
Łupek muskowitowy składa się z kwarcu, skaleni i muskowitu). Głównym składnikem jest muskowit. Skalenie są zwykle reprezentowane przez plagioklazy, najczęściej albit lub oligoklaz. Podrzędnie, w zmiennych ilościach mogą występować: chloryt, chlorytoid, staurolit, granat, sylimanit, czasami epidot, aktynolit, hornblenda lub kalcyt i in. Minerały akcesoryczne to turmalin, cyrkon, apatyt, monacyt, ilmenit, tytanit, rutyl. Łupek muskowitowy cechuje się wyraźną foliacją oraz laminacją. Pospolite są w nim żyłki i soczewki kwarcowe, często zafałdowane. Odznacza się strukturą krystaliczną, blaszkową, ziarnistą, uporządkowaną kierunkową teksturą i bardzo dobrą łupliwością. Barwa srebrzystoszara, jasnoszara, ciemnoszara, zwykle ze srebrzystym połyskiem. Minerały poboczne mogą tworzyć charakterystyczne guzki na powierzchniach foliacji.
Łupki muskowitowe powstają w wyniku przeobrażenia skał osadowych (m.in. łupków ilastych oraz mułowców) oraz niektórych skał magmowych w warunkach średniego stopnia metamorfizmu regionalnego w temperaturze od ok. 500 do 700°C i ciśnieniu ok. 0,4-0,8 GPa, co odpowiada facji amfibolitowej (strefa metamorfizmu mezo). 